# Йоасаф Корчански
Йоасаф (на гръцки: Ιωάσαφ) е гръцки духовник, митрополит на Вселенската патриаршия.

## Биография
Йоасаф е роден в големия епирски влашки център Москополе. Около 1793 година става хариуполски епископ, викарен епископ на одринския митрополит. През октомври 1798 година става митрополит на Корчанската епархия. Остава в Корча до смъртта си в 1816 година.